# Охотне (Зеленоградський район)
Охотне (рос. Охотное) — селище Зеленоградського району, Калінінградської області Росії. Входить до складу Красноторовського сільського поселення.
Населення — 108 осіб (2015 рік).

## Населення
| 2002 | 2010 |
| ---- | ---- |
| 131  | ↘108 |